# Parti populaire andalou
Le Parti populaire andalou (en espagnol : Partido Popular Andaluz, PPA) est la fédération territoriale du Parti populaire (PP) en Andalousie.
Issu de l'Alliance populaire (AP), le PPA a passé la plus grande partie de son histoire dans l'opposition, tout en gouvernant plusieurs grandes villes, dont la capitale territoriale Séville, à plusieurs reprises. En 2012, il devient la première force parlementaire mais ne peut gouverner faute d'alliés. Il accède finalement au pouvoir sept ans plus tard, après avoir formé une coalition minoritaire avec les libéraux soutenue par l'extrême droite.

## Présidents
| Titulaire          | Dates                                                         | Fonction |
| ------------------ | ------------------------------------------------------------- | --- |
| Gabino Puche       | 18 novembre 1990 – 25 juillet 1993 (2 ans, 8 mois et 7 jours) | |
| Javier Arenas      | 25 juillet 1993 – 20 février 1999 (5 ans, 6 mois et 27 jours) | Ministre du Travail et des Affaires sociales (1996-1999) Secrétaire général du Parti populaire (1999-2003) Ministre de la Présidence (2002-2004)                             |
| Teófila Martínez,  | 20 février 1999 – 1er avril 2004 (5 ans, 1 mois et 12 jours)  | Maire de Cadix (1995-2015) |
| Javier Arenas,     | 1er avril 2004 – 14 juillet 2012 (8 ans, 3 mois et 13 jours)  | Ministre du Travail et des Affaires sociales (1996-1999) Secrétaire général du Parti populaire (1999-2003) Ministre de la Présidence (2002-2004)                             |
| Juan Ignacio Zoido | 14 juillet 2012 – 1er mars 2014 (1 an, 7 mois et 15 jours)    | Délégué du gouvernement en Andalousie (2000-2002) Délégué du gouvernement en Castille-La Manche (2002-2004) Maire de Séville (2011-2015) Ministre de l'Intérieur (2016-2018) |
| Juan Manuel Moreno | depuis le 1er mars 2014 (11 ans, 4 mois et 21 jours)          | Secrétaire d'État aux Services sociaux et à l'Égalité (2011-2014) Président de la Junte d'Andalousie (depuis 2019)                                                           |

## Résultats électoraux

### Parlement d'Andalousie
| Année | Chef de file       | Voix      | %        | #      | Sièges   | Gouvernement |
| ----- | ------------------ | --------- | -------- | ------ | -------- | ------------ |
| 1990  | Gabino Puche       | 611 734   | 22,27    | 2e     | 26 / 109 | Opposition   |
| 1994  | Javier Arenas      | 1 238 252 | 34,66 () | 2e ()  | 41 / 109 | Opposition   |
| 1996  | Javier Arenas      | 1 467 700 | 34,18 () | 2e ()  | 40 / 109 | Opposition   |
| 2000  | Teófila Martínez   | 1 535 987 | 38,52 () | 2e ()  | 46 / 109 | Opposition   |
| 2004  | Teófila Martínez   | 1 426 774 | 32,23 () | 2e ()  | 37 / 109 | Opposition   |
| 2008  | Javier Arenas      | 1 730 154 | 38,45 () | 2e ()  | 47 / 109 | Opposition   |
| 2012  | Javier Arenas      | 1 567 207 | 40,66 () | 1er () | 50 / 109 | Opposition   |
| 2015  | Juan Manuel Moreno | 1 065 685 | 26,74 () | 2e ()  | 33 / 109 | Opposition   |
| 2018  | Juan Manuel Moreno | 750 778   | 20,75 () | 2e ()  | 26 / 109 | Moreno I     |
| 2022  | Juan Manuel Moreno | 1 582 412 | 43,13 () | 1er () | 58 / 109 | Moreno II    |

## Identité visuelle

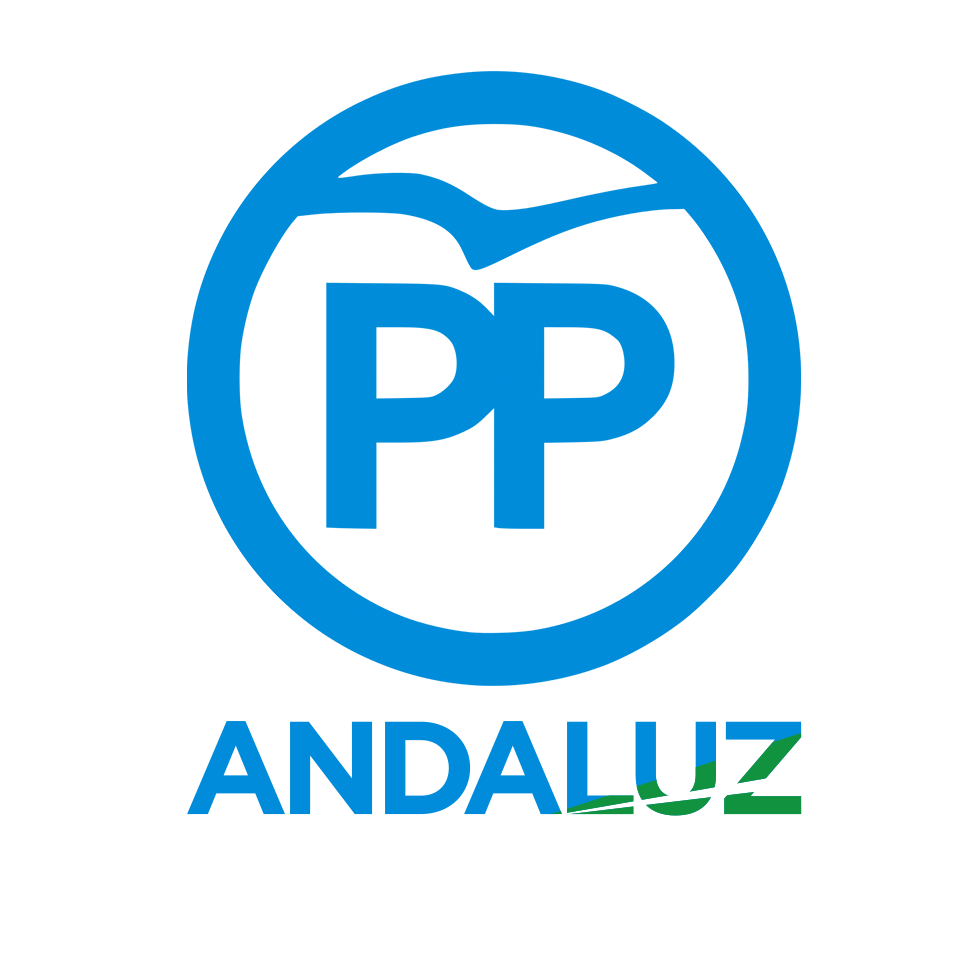
Logo de 2015 à 2019.
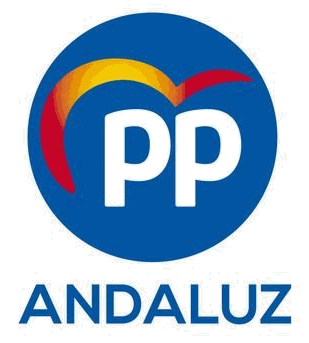
Logo de 2019 à 2022.
Logo depuis 2022.